# Van Amersfoort Racing
Van Amersfoort Racing – holenderski zespół wyścigowy, założony w 1975 roku. Obecnie ekipa startuje w Europejskiej Formule 3, ATS Formel 3 Cup oraz w Północnoeuropejskim Pucharze Formuły Renault 1.6. W przeszłości zespół pojawiał się także na starcie w Północnoeuropejskim Pucharze Formuły Renault 2000 oraz w Formule 3 Euro Series. Siedziba zespołu znajduje się w Huizen.

## Starty

### Europejska Formuła 3
| Rok  | Bolid              | Kierowcy           | Wyścigi | Wygrane | PP | NO | Pkt | M.K. | M.Z. |
| ---- | ------------------ | ------------------ | ------- | ------- | -- | -- | --- | ---- | ---- |
| 2012 | Dallara-Volkswagen | Lucas Auer         | 2       | 0       | 0  | 0  | 0   | NS†  |      |
| 2012 | Dallara-Volkswagen | Dennis van de Laar | 2       | 0       | 0  | 0  | 0   | NS†  |      |
| 2013 | Dallara-Volkswagen | Dennis van de Laar | 30      | 0       | 0  | 0  | 33  | 30   | 7    |
| 2013 | Dallara-Volkswagen | Måns Grenhagen     | 10      | 0       | 0  | 0  | 0   | 26   | 7    |
| 2013 | Dallara-Volkswagen | Sven Müller        | 9       | 0       | 0  | 0  | 122 | 9    | 7    |
| 2014 | Dallara-Volkswagen | Jules Szymkowiak   | 33      | 0       | 0  | 0  | 17  | 20   | 4    |
| 2014 | Dallara-Volkswagen | Gustavo Menezes    | 33      | 0       | 1  | 0  | 91  | 11   | 4    |
| 2014 | Dallara-Volkswagen | Max Verstappen     | 32      | 10      | 6  | 8  | 411 | 3    | 4    |

† – zawodnik nie był liczony do klasyfikacji.

### Formuła 3 Euro Series
| Rok  | Bolid              | Kierowcy            | Wyścigi | Wygrane | PP | NO | Pkt | M.K. | M.Z. |
| ---- | ------------------ | ------------------- | ------- | ------- | -- | -- | --- | ---- | ---- |
| 2006 | Dallara-Opel       | Dominick Muermans   | 2       | 0       | 0  | 0  | 0   | 29   | 12   |
| 2006 | Dallara-Opel       | Récardo Bruins Choi | 2       | 0       | 0  | 0  | 0   | 27   | 12   |
| 2012 | Dallara-Volkswagen | Lucas Auer          | 3       | 0       | 0  | 0  | 0   | NS†  | NS†  |
| 2012 | Dallara-Volkswagen | Dennis van de Laar  | 3       | 0       | 0  | 0  | 0   | NS†  | NS†  |

† – zawodnik/zespół nie był liczony do klasyfikacji.